# The Mathematical Gazette
The Mathematical Gazette là một tập san toán học phổ thông, các chủ đề toán học phù hợp với lứa tuổi từ 15-20, tạp chí này công bố 3 số trong một năm. Tạp chí này được thành lập từ năm 1894 bởi Edward Mann Langley  trên cơ sở các báo của hội phát triển hình học. Tạp chí này được bảo trợ bởi The Mathematical Association.